# Manuel Gutiérrez de la Concha
Manuel Gutiérrez de la Concha e Irigoyen (1808-1874), aussi connu sous le titre de marquis del Duero, est un militaire et homme politique espagnol du XIXe siècle.
Entré jeune dans l'armée, il connait une carrière prolifique et une ascension fulgurante dans la hiérarchie militaire, lieutenant à 24 ans, maréchal de camp à 33 ans, il termine sa carrière au grade de capitaine général, le plus haut grade de l'armée espagnole. Il participe aux guerres carlistes, et à la répression de nombreuses révoltes du XIXe siècle.
Grand d'Espagne, il est président du Sénat de 1858 à 1865 et est enterré au Panthéon des hommes illustres.
Il est connu comme le meilleur tacticien espagnol du XIXe siècle.

## Biographie

### Jeunesse
Manuel Gutiérrez de la Concha nait le 3 avril 1808 à Córdoba de Tucumán, en Argentine, alors dépendante de la couronne espagnole. Il est le fils du gouverneur de la province de Córdoba del Tucumán, Juan Antonio Gutierrez de la Concha et de Petra Irigoyen. Il est aussi le frère de José Gutierrez de la Concha.
Son père est assassiné lors de la révolution de Mai 1810, et la famille de Manuel s'exile en Espagne, où le jeune homme fait ses études préparatoires. En 1820, il rejoint l'infanterie de la Garde royale, dans laquelle il est promu enseigne en 1825, lieutenant en 1832 et finalement lieutenant colonel en 1833.

### Première guerre carliste
Pour un article plus général, voir Première Guerre carliste.

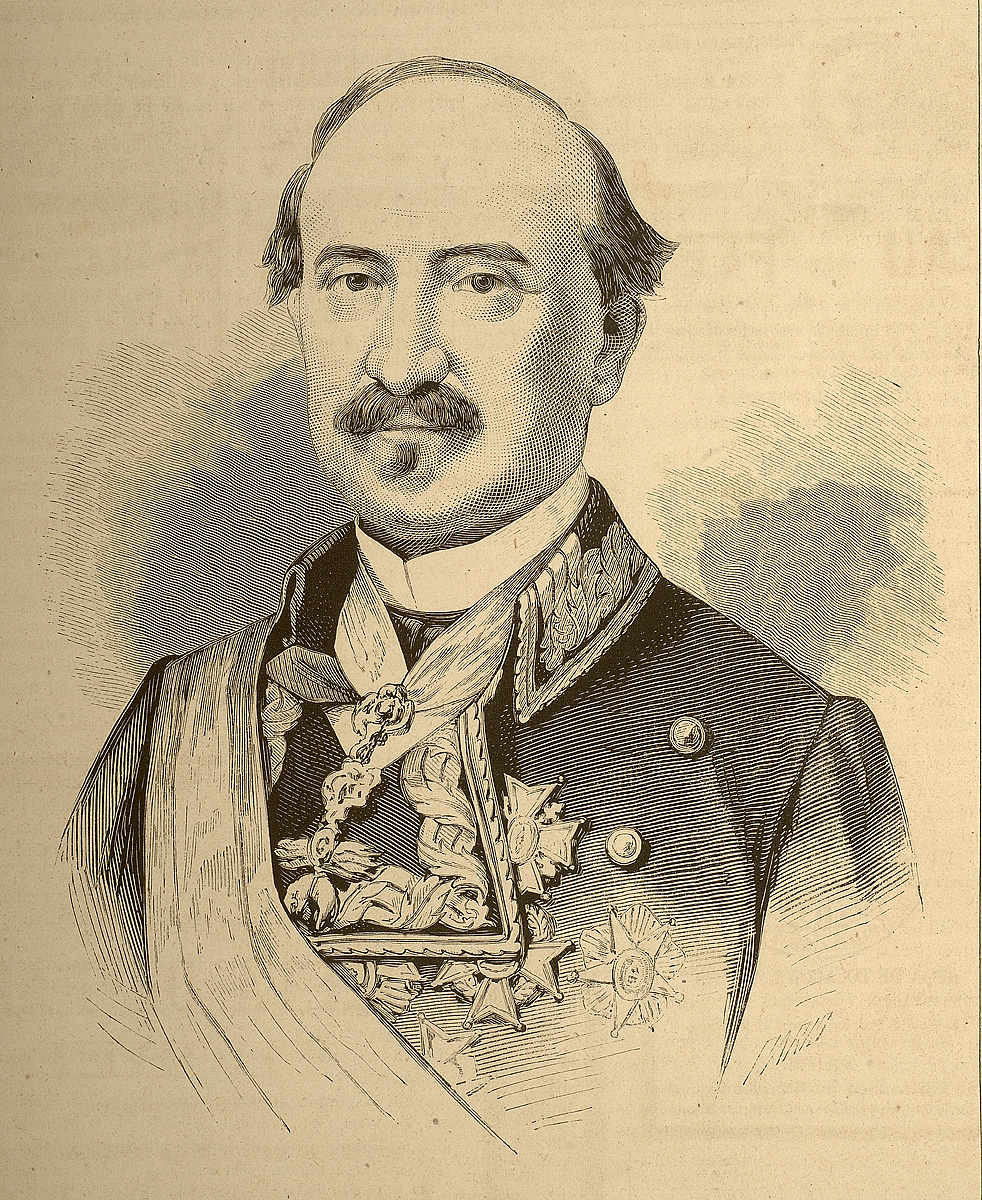
Portrait de Manuel de la Concha

En cette même année 1833, la première guerre carliste éclate entre les partisans d'Isabelle II, héritière de la couronne par abolition de la loi salique, et Charles de Bourbon, frère du précédent roi. Le jeune militaire de 25 ans connait alors une belle ascension dans la hiérarchie militaire. Il combat dans les rangs de l'armée régulière, fidèle à Isabelle II, et est placé dans l'armée du Nord.
Il se distingue à Durango, avant d'être blessé à Alsasua et à Zúñiga, ce qui lui vaut de recevoir l'ordre de Saint-Ferdinand. En 1835, il réalise de nouvelles actions d'éclats, comme lors de la Première bataille d'Arquijas (es), de la Bataille de Mendigorría (es) ou de la confrontation d'Artaza (es). Pour cela, il est promu au grade de colonel d'infanterie. On le retrouve ensuite à la Bataille de Oriamendi (es) et à celle d'Arlaban. Le 6 avril 1836, il se voit recevoir le grade de lieutenant-colonel-major, en récompense de ses faits d'armes lors des prises d'Hernani et d'Urnieta. Il rejoint ensuite le Régiment de cavelerie "Espagne" (es), avec lequel il intervient à Chiva pour contrer l'expédition royale (es).
Il retourne ensuite à l'armée du Nord, dans les rangs du régiment d'infanterie "Castille" n°16 (es), et il est promu brigadier (équivalent de général de brigade) en 1839, sous les ordres de Diego de León. Blessé à Cirauqui, il est fait commandeur de l'ordre d'Isabelle la Catholique. En 1841, après de nouveaux faits d'armes lors de la Bataille de Segura et de la prise du château de Castellote, il reçoit le grade de maréchal de camp et celui de commandant général des provinces de Guadalajara, Cuenca et Albacete. En juin 1839, il reçoit une nouvelle fois l'ordre de Saint-Ferdinand, pour avoir vaincu une puissante troupe carliste à Olmedilla. Nommé à la tête de 3e division du Ier corps d'armée, il est envoyé combattre les troupes du général carliste Ramon Cabrera en Catalogne, peu avant la fin de la guerre.

### Carrière politique
Après la première guerre carliste, Manuel Gutiérrez de la Concha s'implique dans la vie politique de son pays. Il oscille entre le progressisme d'Espartero et le modératisme de Narváez. À partir d'octobre 1840, il s'allie avec Diego de León, Leopoldo O'Donnell et Narvaez pour tenter de renverser la Régence d'Espartero. Avec l'échec de la Révolution espagnole de 1841, il est contraint de s'exiler en Italie, à Florence. Néanmoins, au cours de l'été 1843, il revient avec Narvaez, Juan de la Pezuela et débarque à Valence, tandis que Francisco Serrano et Luis González Bravo débarquent à Barcelone. La régence d'Espartero est abolie par ces actions simultanées. Le nouveau gouvernement de Joaquín María López le promeut au grade de lieutenant-général, le nomme inspecteur-général de l'infanterie et commandant en chef de la province d'Aragon.
En janvier 1845, il obtient le grade le plus important de l'armée espagnole, celui de capitaine général et devient chef de l'armée de Catalogne.
Dans le même temps, il occupe un siège aux Cortes Generales de 1843 à 1844, quand il est élu par la législature de Cadix. Puis il est de nouveau élu par Valladolid entre 1844 et 1845, au début de la Décennie modérée. En 1845, il est nommé sénateur à vie.

### Révolte portugaise et deuxième guerre carliste
Pour des articles plus généraux, voir Révolte de Maria da Fonte et Deuxième Guerre carliste.

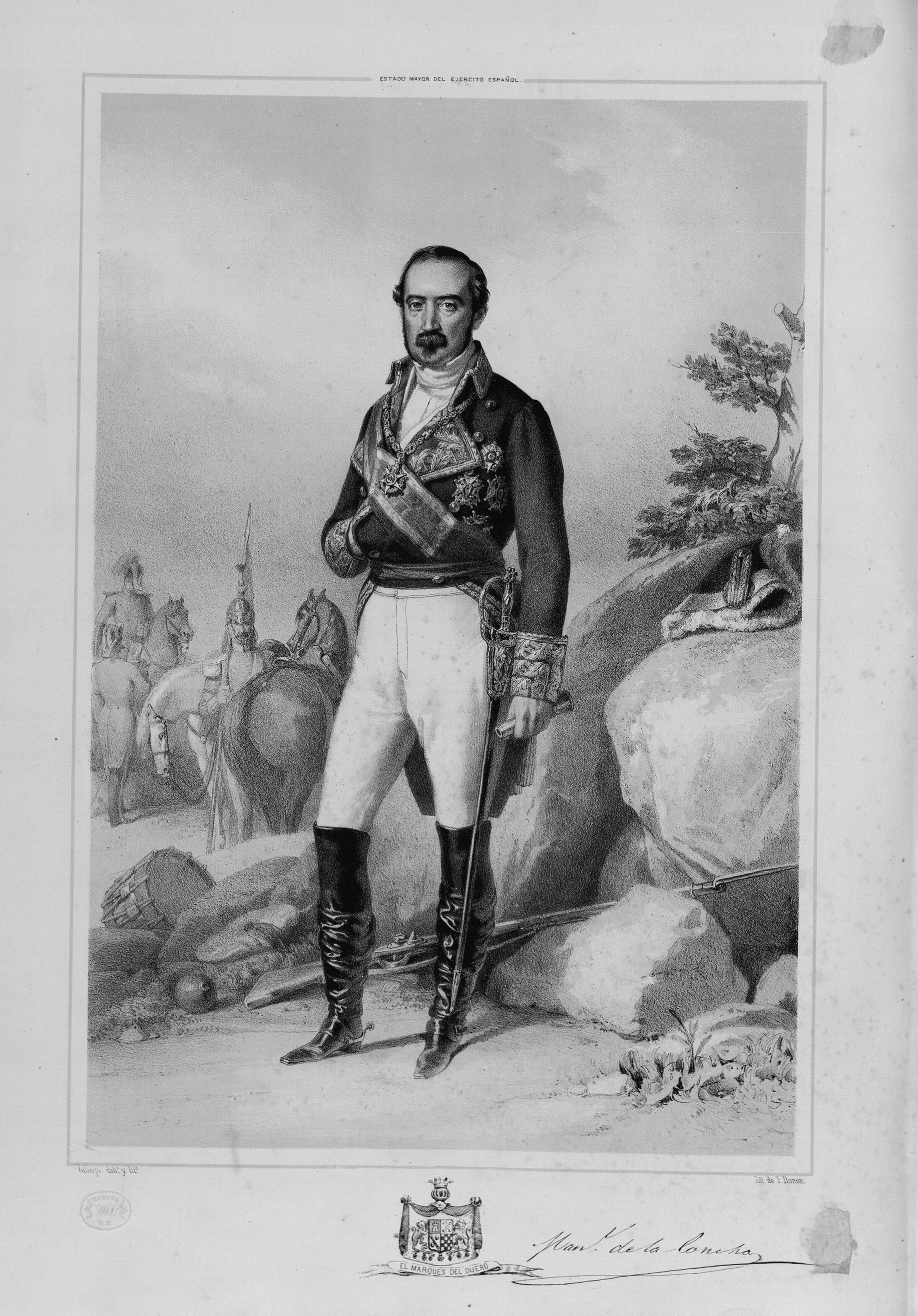
Manuel de la Concha en 1850

En 1847, Manuel Gutiérrez de la Concha se voit confier le commandement de l'opération de répression de la révolte de Maria da Fonte, commandée par la Quadruple-Alliance, pour maintenir la reine Marie II sur le trône. Le 30 juin, il vainc les forces septembristes du général Francisco Xavier da Silva Pereira (es). Il parvient ensuite à rétablir l'autorité de Marie II sur la ville de Porto. Il est fortement récompensé de ces faits d'armes, et reçoit ainsi le titre de Grand d'Espagne, de Marquis del Duero et la Grand-Croix de l'Ordre de la Tour et de l'Épée,.
Le 3 décembre 1848, de retour en Espagne et alors que la deuxième guerre carliste fait rage en Catalogne, il remplace Fernández de Cordova à la tête des armées de la répression. Il établit son quartier général à Gérone, et commence ses opérations le 11 janvier 1849, avec 50 000 hommes sous ses ordres. Grâce à ses actions féroces, il soumet un à un les principaux généraux carlistes, et dès le mois de mai 1849, la guerre prend fin. Il s'installe alors à Barcelone jusqu'en 1851, et obtient surtout dès le 21 mai 1849, le titre de capitaine général des armées nationales.

### De 1850 à sa mort
Entre 1850 et 1851, Manuel Gutiérrez de la Concha devient vice-président du Sénat, où il siège avec le parti modéré et s'opposant à José de Salamanca. Au début de janvier 1854, il est sommé par le gouvernement de quitter l'Espagne pour aller en exil à Santa Cruz de Tenerife, en même temps que Manuel Bermúdez de Castro et Manuel Rancés. Néanmoins, il refuse et se lie avec l'Union libérale de Leopoldo O'Donnell en participant à la Révolution espagnole de 1854. Il soutient ensuite O'Donnell pendant le Biennat progressiste, occupant par exemple le mandat de député et celui de président du conseil de guerre. Il participe principalement aux débats parlementaires concernant l'armée, les chemins de fer et l'agriculture.
En 1856, il reçoit l'Ordre de la Toison d'or et, le 20 novembre 1858, il devient Président du Sénat. Il occupe ce poste pendant cinq mandats d'affilée jusqu'au 10 octobre 1865.

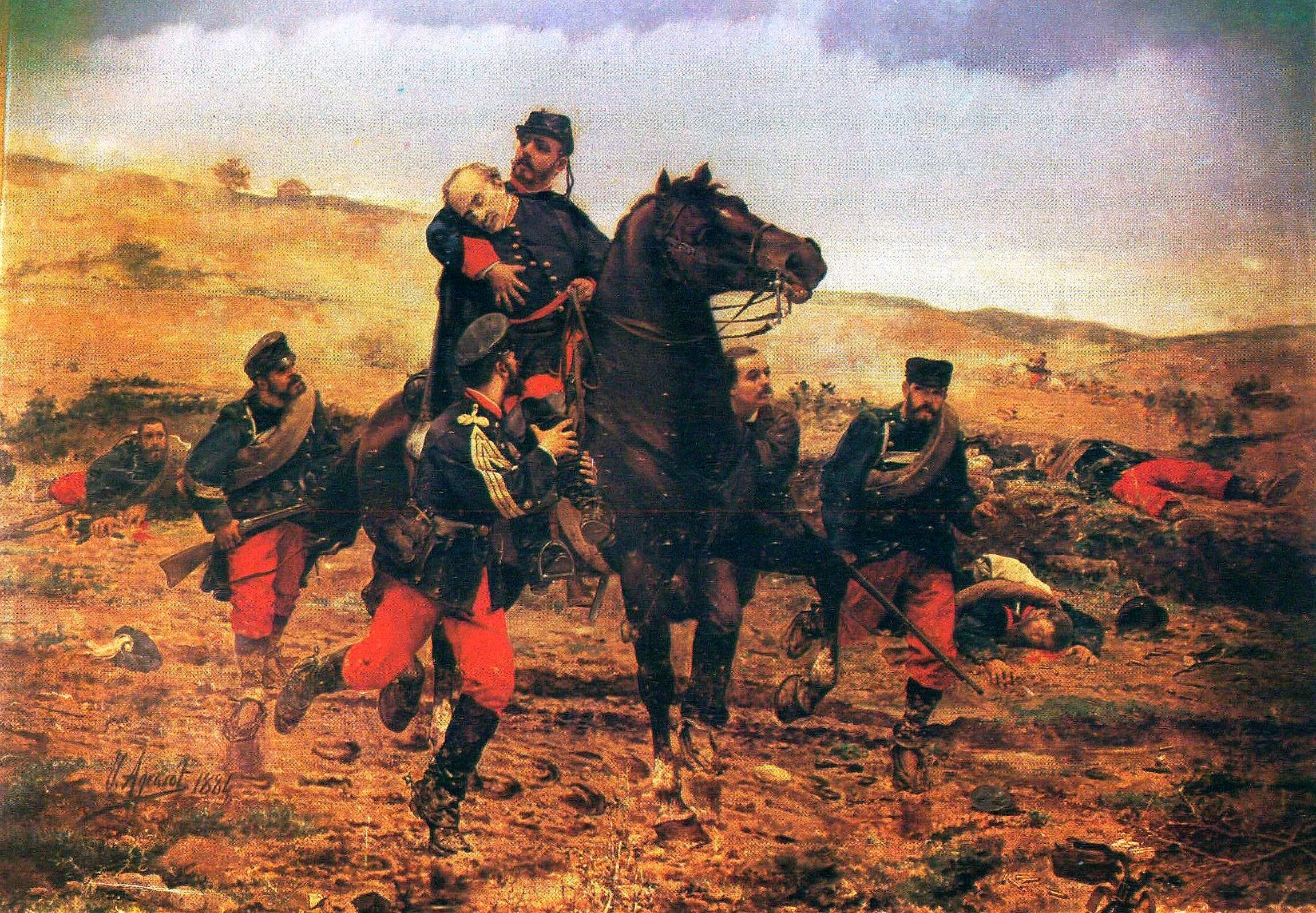
La mort de Concha lors de la Bataille d'Abárzuza, par Joaquín Agrasot

En 1866, il réprime le soulèvement de la caserne de San Gil avec Serrano et Narváez,. Cette même année, il marie sa fille unique avec Ángel Carvajal de Córdoba. Lors de la révolution de 1868 menée par Juan Prim visant à détrôner la reine Isabelle II, il se range aux côtés de cette dernière, avec son frère José Gutiérrez de la Concha, alors ministre. Après la victoire décisive des révolutionnaires à Alcolea, il est contraint de céder aux exigences des révoltés. En 1870, il fait partie de la délégation recevant le nouveau roi d'Espagne, Amédée Ier, à Carthagène, aux côtés de Juan Bautista Topete et de Juan de Zavala.
En 1872, malgré ses soixante ans révolus, il est rappelé dans l'armée par le général Serrano pour combattre lors de la troisième guerre carliste. Lorsque la première république est proclamée, en 1874, il est nommé commandant du 3e corps d'armée de l'armée du Nord. La guerre carliste fait toujours rage, et il remporte encore de belles victoires, comme lorsqu'il fait lever le siège de Bilbao en mai.
Il fait partie des généraux partisans du futur roi Alphonse XII. En 1874, il prévoit de prendre Estella, capitale symbolique des carlistes, puis de lancer dans la foulée un pronunciamiento. Néanmoins, alors que ses troupes s'approchent d’Estella, il est pris dans la Bataille d'Abárzuza. Dans l'après-midi du 27 juin 1874, Manuel Gutiérrez de la Concha est tué d'une balle qui lui transperce la poitrine.
Rapatrié à Madrid, son corps repose dans un mausolée monumental au Panthéon des hommes illustres.

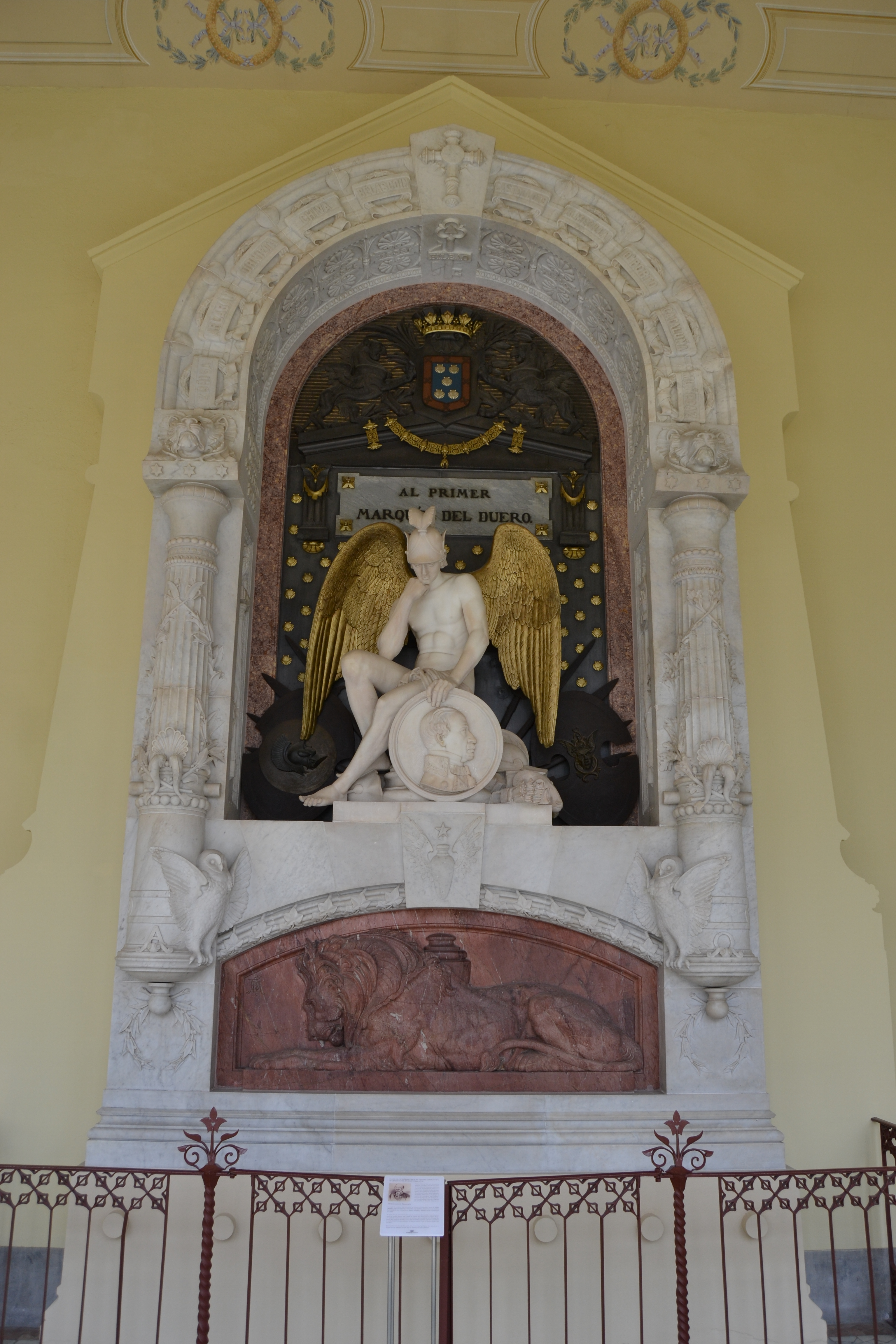
La tombe de Manuel de la Concha, au Panthéon des hommes illustres

La Restauration sera finalement menée dans les environs de Valence par le général Martínez Campos à la fin du mois de décembre.

## Note et référence
- (es) Cet article est partiellement ou en totalité issu de l’article de Wikipédia en espagnol intitulé « Manuel Gutiérrez de la Concha e Irigoyen » (voir la liste des auteurs).

1. 1 2 3  Cepeda Gómez 2003, p. 88-89.
2. ↑  « PARES | Archivos Españoles », sur pares.mcu.es (consulté le 29 mai 2023)
3. ↑  « Manuel Gutiérrez de la Concha Masón Irigoyen de la Quintana | Real Academia de la Historia », sur dbe.rah.es (consulté le 29 mai 2023)
4. 1 2  Fernando Fernández Bastarreche, « Don Manuel Gutiérrez de la Concha: un general liberal en la España de Isabel II (Córdoba de Tucumán, Argentina: 3 de abril de 1808 - Monte Muro, Navarra: 27 de junio de 1874) », Cilniana: Revista de la Asociación Cilniana para la Defensa y Difusión del Patrimonio Cultural, nos 22-23,‎ 2009, p. 117–126 (ISSN 1575-6416, lire en ligne, consulté le 29 mai 2023)
5. ↑  (ca) « La guerra dels Matiners », sur Sàpiens (consulté le 29 mai 2023)
6. ↑  (es) Senado de España, « Senado de España: home », sur www.senado.es (consulté le 29 mai 2023)
7. ↑  (es) Antonio Pirala, Historia contemporánea: Anales desde 1843 hasta la conclusión de la actual guerra civil, Impr. y Fundición de M. Tello, 1876 (lire en ligne)
8. ↑  « Homenaje al General Gutierrez de la Concha. - Exèrcit de Terra », sur ejercito.defensa.gob.es (consulté le 29 mai 2023)